# Fred et George Weasley
 (avril 2025).
Fred et George Weasley sont des personnages fictifs de la série de livres Harry Potter écrite par J. K. Rowling. Les personnages sont les frères jumeaux de la famille Weasley, ce qui fait d'eux les frères aînés de Ron et Ginny, les frères cadets de Bill, Charlie et Percy, et des amis de Harry Potter. Ils sont membres de l'armée de Dumbledore et rejoignent plus tard l'Ordre du Phénix après leur départ de Poudlard. Ils sont également les fondateurs de Weasley & Weasley, Farces pour sorciers facétieux, une boutique située sur le Chemin de Traverse. Il s'agit d'un magasin qu'ils ont ouvert après avoir quitté Poudlard dans le but de vendre leurs malicieuses farces & attrapes. Dans la version cinématographique de la saga Harry Potter, les frères Weasley sont interprétés par les jumeaux James et Oliver Phelps.

## Biographie des jumeaux

### Naissances et vie familiale
Fred (1er avril 1978 - 2 mai 1998) et George (né le 1er avril 1978) sont les fils jumeaux d'Arthur et de Molly Weasley, les frères cadets de Bill, Charlie et Percy et les frères aînés de Ron et Ginny. Ils sont tous deux membres du groupe d'amis proches de Harry Potter. Leurs noms reflètent ceux de leurs oncles décédés Fabian et Gideon Prewett, frères de leur mère, Molly. Comme leurs oncles et l'ensemble de leur famille, ils se joignent au combat contre Voldemort.

### Relations avec autrui
Vis-à-vis de leur cercle amical, Fred et Georges ont pour meilleur ami Lee Jordan - un de leurs camarades de classe, camarade de chambre et farceur tout comme eux - . Les jumeaux sont également bons amis avec Harry, ayant joué avec lui au Quidditch avec lui pour leur maison Gryffondor. Ils traitent généralement mieux Harry que Ron. Notamment, dans Harry Potter et le prince de sang-mêlé, ils permettent à Harry de prendre n'importe quels objets dans leur magasin gratuitement, tout en demandant à Ron de payer les articles qu'il veut (cependant, étant donné qu'Harry leur a donné de l'argent pour démarrer leur boutique de farces & attrapes, leur générosité envers Harry peut être perçue comme le remboursement d'une dette qu'ils estiment devoir à Harry).
Au sein de leur fratrie : 
- Ils adorent tourmenter Percy, réputé pour être un élève modèle.
- Ils taquinent souvent Ron de façon relativement anodine.
- Ils sont proches de Ginny (qui leur ressemble beaucoup à la fois en apparence et en personnalité) et vice versa.

Vis-à-vis des membres de Poudlard, ils semblent être très populaires non seulement avec certains professeurs et parmi les autres élèves de l'École (de la maison Gryffondor et même des autres maisons).

### Apparence physique
Dans les livres, à l'image des autres membres de la famille Weasley, les jumeaux ont les cheveux roux flamboyants et sont décrits comme étant plutôt petits et trapus. Ils sont plutôt bâtis comme leur frère Charlie, plus petits et râblés que Percy et Ron, mais plus grands que leur mère Molly. Ils portent parfois des vêtements de moldus durant les vacances.
Dans les adaptations cinématographiques, Fred et George sont interprétés par les vrais jumeaux James et Oliver Phelps. Au cinéma, les jumeaux Weasley sont tous deux montrés comme grands, beaux, minces et élancés. Les acteurs ne sont pas des roux naturels et ils ont donc dû se faire teindre les cheveux pour les films.

### Personnalités
Les deux frères sont pratiquement inséparables et ont des personnalités très similaires. Les jumeaux ont le même caractère et les mêmes goûts qu'ils cultivent. Ils aiment attirer l'attention et mettre de l'ambiance. Ils sont drôles, joyeux et communiquent facilement leur enthousiasme autour d'eux, même si cela doit leur attirer des ennuis (surtout avec leur mère qui a beaucoup de difficultés avec leur vivacité d'esprit). Les jumeaux sont de grands farceurs et sont des inventeurs très doués. Leur ambition a toujours été d'ouvrir un magasin de farces et attrapes pour vendre certaines de leurs inventions.
Les jumeaux sont friands de blagues et de farces, et généralement considérés comme amusants par les personnages et les lecteurs des livres.
Tout au long de la série, les jumeaux sont décrits comme des fauteurs de troubles. Ils enfreignent ou contournent souvent les règles.
- Dans Harry Potter et la Coupe de feu, une limite d'âge a été imposée pour s'inscrire en tant que candidat au Tournoi des Trois sorciers et ils étaient contrariés de ne pas pouvoir participer. Après que Dumbledore ait créé une ligne d'âge, ne permettant qu'aux 17 ans et plus de la traverser, ils ont fabriqué une potion qui les a vieillis de quelques mois, ont pu passer la ligne d'âge, et ont essayé de faire entrer leurs noms dans la Coupe de feu. Cependant, cela n'a pas fonctionné et cela leur a fait pousser des barbes. Après cet incident, ils ont dû être envoyés à l'infirmerie pour recevoir un traitement.
- Même s'ils aiment leur comportement espiègle, les jumeaux expliquent à Hermione dans Harry Potter et l'Ordre du Phénix qu'ils se soucient vraiment d'avoir de graves problèmes, ce qui prouve que malgré toutes leurs nuisances, ils n'ont jamais été renvoyés de l'école. « Nous avons toujours su où tracer la ligne », dit Fred. « Nous aurions pu y mettre un orteil de temps en temps », ajoute George. Avec Dumbledore hors de Poudlard, ils décident de provoquer un véritable chaos afin de contrer la détestée Dolores Ombrage. Ils créent un marécage dans les couloirs pour permettre une diversion afin qu'Harry puisse entamer une conversation avec Sirius. Avant qu'Ombrage ne puisse les punir, ils appellent leurs balais confisqués et quittent l'école, appelée « vol de la liberté ». Cette scène mémorable dont les étudiants parleront dans les années qui s'ensuivirent sera évoquée en tant que « légende de Poudlard ». D'autres étudiants ont fait écho à ce sentiment et le terme « se tirer à la Weasley » était souvent dit par des étudiants malheureux qui étaient également prêts à quitter l'école.

Les jumeaux affichent une véritable loyauté envers Harry, Ron et Hermione, une générosité envers les étrangers et une nature protectrice. George fut le premier Weasley à se lier d'amitié avec Harry (ne réalisant pas encore qu'il était le célèbre Harry Potter).
- Dans Harry Potter à l'école des sorciers, quand Harry arrive seul à la gare avant de commencer sa première année à Poudlard, George le voit se débattre avec sa lourde malle d'école et appelle Fred pour l'aider à la charger dans le train.
- Dans Harry Potter et la Chambre des Secrets, lorsque Malefoy s'adresse à Hermione en la traitant de « Sang-de-Bourbe », les jumeaux s'énervent de colère en entendant cette vulgarité ; ils prennent immédiatement sa défense. Tellement en colère que Malfoy a dû être bloqué [pas clair].
- Dans Harry Potter et le prisonnier d'Azkaban, lorsqu'Harry est incapable de faire des voyages à Pré-au-lard puisqu'il n'a pas reçu l'autorisation de sa tante et de son oncle Pétunia et Vernon Dursley, Fred et Georges lui donnent la carte du maraudeur et lui montrent un passage secret hors du château, afin qu'il puisse tout de même participer aux sorties au village avec ses amis.
- Dans Harry Potter et le prince de sang-mêlé, les jumeaux se présentent à Pré-au-Lard pour surprendre Ron le jour de son dix-septième anniversaire. Après que Ron ait été accidentellement empoisonné ce matin-là, les jumeaux montrent une réelle inquiétude pour lui. Ils lui livrent ses cadeaux d'anniversaire à son chevet alors qu'il est assis dans l'infirmerie en convalescence.
- Dans Harry Potter et l'Ordre du Phénix, lorsque M. Weasley est attaqué par un serpent, Fred et George se disputent furieusement avec Sirius. Ils veulent aller le voir à l'hôpital, mais, comme le souligne Sirius, cela conduirait à des interrogations délicates, car la nouvelle de l'attaque de M. Weasley n'a pas encore été publiée. La seule raison pour laquelle les Weasley et quelques autres le savent, c'est parce que Harry l'a rêvé. Fred crie à Sirius, « Nous ne nous soucions pas de ce stupide Ordre ! » et George ajoute : « C'est de notre père mourant dont nous parlons ! » Ils restent inhabituellement sérieux, jusqu'à ce qu'il soit révélé que leur père vivra.

Les jumeaux semblent avoir un sens de ce qui est moralement juste. En effet, à la fin de Harry Potter et la Coupe de feu, Harry leur donne ses gains du Tournoi des Trois Sorciers afin qu'ils puissent démarrer leur boutique. Ils se disputent avec lui à ce sujet, essayant de le convaincre de garder son argent. La discussion se termine quand Harry menace de leur jeter un sort s'ils ne le prennent pas.
J.K. Rowling a déclaré que George « était le plus silencieux des deux », tandis qu'elle décrivait Fred comme « le chef de file, le jumeau le plus cruel et le plus drôle ».

## Histoire des jumeaux

### Étudiants à Poudlard
Fred et George fréquentent Poudlard de 1989 au printemps de l'année scolaire 1995-1996. Ils sont entrés à Poudlard deux ans avant Harry et furent envoyés à Gryffondor par le Choixpeau magique.
Ce sont les clowns et les fauteurs de troubles de l'école, plus intéressés par la conception de nouvelles farces que par les études. Malgré cela, ils montrent un haut niveau de connaissances et de compétences au regard de la création de leurs blagues et tours magiques.
Tous deux étaient les batteurs de l'équipe de Quidditch de Gryffondor et sont des joueurs très talentueux. Ils volaient sur des Brossdur 5. Ils évoluaient à ce poste de batteurs depuis leur deuxième année, puis ils furent expulsés à vie de l'équipe après le premier match ayant eu lieu durant leur septième année, après s’être battus contre Drago Malefoy.
Fred et George se soucient peu des préfets ou des règles, ce qui les amène éventuellement à se brouiller fréquemment avec leur frère aîné Percy, lui-même préfet et soucieux des règles. De plus, ils sont devenus très tôt des habitués des promenades nocturnes dans les passages secrets menant à Pré-au-Lard grâce à la Carte du Maraudeur qu'ils ont volée dans le bureau d'Argus Rusard.
Leurs apparences et leurs personnalités sont si indiscernables qu'ils peuvent même tromper leur mère et leur père, à qui il arrive de les confondre.
Fred semble légèrement plus incisif et autoritaire que George, ce qui est le plus apparent dans Harry Potter et la Coupe de feu où d'une part, George se montre plus prudent quant au chantage de Ludo Verpey, et d'autre part, contrairement à Fred, George n'est pas mentionné comme ayant un rendez-vous au bal de Noël. En effet, Fred s'est rendu au bal de Noël accompagné d'Angelina Johnson. Globalement, on voit aussi Fred parler beaucoup plus souvent que George.
Il est déclaré par plusieurs personnages, dont le professeur Flitwick et Hermione Granger, qu'en dépit de leurs mauvaises notes et de leur faible nombre de B.U.S.E., les jumeaux Weasley sont des sorciers extrêmement compétents, capables de magie sophistiquée (comme des sorts pour des rêves de haute qualité). Cela est attesté par le grand nombre d'inventions qu'ils ont créées et par la capacité de Fred à transformer l'ours en peluche de Ron en araignée avant même son entrée à Poudlard.
Le duo fournit à Harry une aide utile tout au long de la série :
- Dans Harry Potter et la Chambre des Secrets, les jumeaux accompagnés de Ron aident Harry à échapper à son enfermement à Privet Drive ;
- Dans Harry Potter et le prisonnier d'Azkaban, ils lui donnent la Carte du maraudeur ;
- Dans Harry Potter et la Coupe de feu, ils essaient d'encourager Harry et Ron à trouver une cavalière pour le bal de Noël, et à cette fin, Fred fait sa demande à Angelina Johnson face à eux ;
- Dans Harry Potter et l'Ordre du Phénix, ils aident également Harry lorsque ce dernier souhaite parler avec son parrain, Sirius Black, en créant une distraction et en semant le chaos à Poudlard.

#### Dans Harry Potter et le Prisonnier d'Azkaban (opus 3)
À Noël, ils offrent à Harry la Carte du Maraudeur. Ils passent leurs B.U.S.E. en mai 1994 et en obtiennent plusieurs (trois chacun), ce qui n'est pas autant que leur mère eût souhaité.

#### Dans Harry Potter et la Coupe de feu (opus 4)
Fred et George commencent à vendre leurs propres blagues par commande en chouette, sous le nom de « Weasley & Weasley, Farces pour sorciers facétieux ».
Fred et George font une farce au cousin de Harry, le gros et imposant Dudley Dursley, en lâchant « accidentellement » une Praline Longue Langue. Dudley, un glouton soumis à un régime forcé, n'y résiste pas et la mange, ce qui a pour effet de lui faire pousser une langue de plus d'un mètre (qui dépasse de sa bouche).
Lors de la Coupe du monde de Quidditch de 1994, avec leurs fausses baguettes, Fred et George impressionnent Ludo Verpey, chef du département des jeux magiques et des sports au ministère de la Magie. De plus, ils sont présents à la finale de la Coupe du Monde de Quidditch ayant eu lieu en 1994.
Quand se font, plus tard dans l’année, les inscriptions au Tournoi des Trois Sorciers, ils essayent de s’y inscrire. Ils prennent donc une potion de vieillissement pour essayer de tromper la Coupe de feu dont le rôle est de recueillir le nom des candidats au tournoi, mais leur tentative échoue, les gratifiant en prime de deux longues barbes blanches. En effet, la Coupe de feu avait été ensorcelée par Albus Dumbledore lui-même, afin d’empêcher les sorciers n’ayant pas atteint l’âge de 17 ans d'y inscrire leurs noms.
À la fin de l'année, Harry leur fait don de ses gains au Tournoi des Trois Sorciers (mille gallions) afin qu'ils puissent monter la boutique de farces et attrapes qu'ils ont toujours voulu créer.

#### Dans Harry Potter et l'Ordre du phénix (opus 5)
Fred et Georges sont membres de l'Armée de Dumbledore, un groupe créé par Harry, Ron et Hermione pour enseigner des instructions pratiques en Défense contre les forces du Mal. En effet, à cette époque, la professeure Dolores Ombrage, alors chargée de ce cours, avait prohibé durant ses leçons tout apprentissage pratique lié aux Défenses contre les forces du Mal.
Plus tard cette année-là, ils sont bannis du Quidditch et décident d'abandonner l'école. Ils ne partent cependant pas avant de rendre hommage au professeur Dumbledore, en menant une guerre ouverte contre la dictatrice et Grande Inquisitrice Dolores Ombrage, nouvellement nommée directrice de l'école. Ils s'enfuient de Poudlard avant la fin de leur dernière année de manière spectaculaire, en signe de contestation à la politique éducative menée par la Grande Inquisitrice. En effet, ils s'envolent sur leurs balais, précédemment confisqués par Ombrage, qu'ils reprennent grâce à un sortilège d'Attraction, non sans laisser en souvenir un marécage dans un des couloirs de Poudlard, que la Grande Inquisitrice sera bien incapable de faire disparaître. Tout en partant à bord de leurs balais, ils crient à Peeves, le poltergeist de l'école, « Fais de sa vie un enfer pour nous, Peeves. ».

### Après Poudlard

#### Dans Harry Potter et l'Ordre du phœnix (opus 5)
En partant de Poudlard, les jumeaux informent leurs camarades de classe de leur nouvelle boutique sur le Chemin de Traverse et offrent des réductions aux étudiants qui harcèleront Ombrage. Le marécage, quant à lui, reste pendant un certain temps, car Ombrage est incapable de le supprimer et aucun autre enseignant ne le souhaite particulièrement. On apprendra plus tard qu'après que le professeur Ombrage ait été chassée de l'école, le professeur Flitwick a réussi en quelques minutes à supprimer ce marécage, en laissant néanmoins un petit vestige dudit marécage, en hommage aux jumeaux Weasley.

#### Dans Harry Potter et le Prince de sang-mêlé (opus 6)
Les jumeaux ont installé leur boutique de farces et attrapes « Weasley & Weasley, Farces pour sorciers facétieux » au Chemin de Traverse, et ont beaucoup de succès. Fred et George continuent de gérer leur boutique de blagues, avec au moins un employé. Au début de l'année scolaire, ils font une grande publicité pour une potion appelée « Pousse Rikiki ». Leur objet d'importation, la Poudre d'Obscurité Instantanée du Pérou, est utilisé par Drago Malefoy pour échapper à la détection d'anciens membres de l'A.D. On ne sait pas si Fred et George ont rejoint l'Ordre du Phénix comme ils le souhaitaient lors du livre précédent.
Leurs marchandises ont été indirectement responsables à deux reprises des blessures subies par leurs frères et sœurs : leur Poudre d'Obscurité Instantanée du Pérou a permis au loup-garou Fenrir Greyback d'entrer à Poudlard, où il a procédé à l'attaque de Bill Weasley ; et une potion d'amour vendue par eux a été ingérée par Ron Weasley, l'obligeant à chercher un antidote auprès du maître des potions, le professeur Slughorn, qui l'a alors accidentellement empoisonné.
Bien que Mme Weasley a d'abord désapprouvé leurs entreprises, elle s'est rendu compte qu'ils avaient un don naturel et une passion pour leur occupation et n'a depuis soulevé aucune objection. Elle est même plutôt impressionnée par le succès des jumeaux depuis la fin de leurs études. Selon leur frère cadet Ron qui est très fier, « ils ratissent les gallions ! »

#### Dans Harry Potter et les Reliques de la mort (opus 7)
Fred et George sont membres de l'Ordre du Phénix et font tous deux office de sosies de Harry lorsqu'ils s'échappent de Privet Drive. À cette occasion, les frères ont toujours autant d'humour, et alors qu'ils ont tous deux bu une potion de Polynectar pour ressembler à Harry, ils s'étonnent d'être encore et toujours identiques. Quelques instants plus tard, George Weasley reçoit un Sectumsempra de Severus Rogue par accident (en effet, Rogue visait la main d'un Mangemort tenant une baguette, mais il a raté sa cible) et il perd son oreille droite. Il réussit cependant à arriver au Terrier mais perd connaissance. Dans le même temps, M. Weasley et Fred se frayent un chemin jusqu'au Terrier, alors que Kingsley Shacklebolt ne voulait pas les laisser entrer jusqu'à ce qu'ils aient prouvé leurs identités respectives. À ce moment-là, Fred est décrit comme étant sans voix pour la première fois depuis qu'Harry l'a rencontré ; il reste pâle et terrifié, jusqu'à ce que George se réveille. Quand Mme Weasley demande à George ce qu'il ressent, il répond : « Comme un Saint. » Après une certaine confusion générale, il clarifie, en disant qu'il est « auréolé ». Cela pousse sa mère à sangloter plus fort, tandis que Fred revient à lui-même et dit que sa blague était pathétique. Comme la blessure a été causée par la magie noire, elle ne peut pas être réparée. George fait remarquer qu'au moins, lui et son frère sont devenus beaucoup plus reconnaissables, et que leur mère sera en mesure de les distinguer désormais. Il conserve également son humour, en critiquant Fred qui a perdu son calme face à la situation. Cependant, la blessure importante de Georges bouleversera la famille et donnera conscience aux Weasley de la gravité de la situation.
Au cours de ce roman, chaque membre de la famille Weasley est surveillé par le ministère de la Magie (maintenant dirigé par des Mangemorts). Il est impossible pour Fred et George de retourner dans leur boutique du Chemin de Traverse pour vendre leurs produits. Alors, ils commencent à gérer une autre entreprise de commande par hiboux depuis la maison de leur tante Muriel.
Plus tard dans l'année, on entend les jumeaux, sous des pseudonymes, animer la radio clandestine qui soutient Harry Potter, « Potterveille ».
Les jumeaux participent à la bataille de Bataille de Poudlard qui conclut le 7e tome. Pendant cette bataille, Fred est tué par une explosion provoquée par Augustus Rookwood. Il meurt séparé de son frère Georges, et avec un sourire sur les lèvres après avoir ri à une blague de Percy. Avant sa mort, Fred se réconcilie avec son frère Percy, qui arrive à Poudlard pour participer au combat et qui s'excuse ouvertement auprès de sa famille pour son attitude consistant à ne pas les avoir crus. Percy, qui était juste à côté de lui au moment de l'explosion, était désemparé et refusa de quitter le corps de Fred. Percy ne revient au combat qu'après qu'Harry l'ait aidé à porter Fred dans une niche où se tenait une statue en armure, avant qu'il ne rejoigne le combat. Fred est le seul membre de la famille Weasley qui meurt et joue un rôle dans le duel de sa mère avec Bellatrix Lestrange, tel que décrit dans la version cinématographique du roman. Il n'y a que deux mentions de George après cela. La première survient quand Harry voit que les morts ont été disposés dans une rangée dans la Grande Salle. Il ne peut pas voir le corps de Fred, car il est entouré de sa famille. George n'est que brièvement décrit comme agenouillé à la tête de son jumeau. La seconde mention est quand George et Lee Jordan battent le Mangemort Corban Yaxley. La mort de Fred mettra toute sa famille en émoi et son jumeau ne s'en remettra jamais vraiment. Selon J.K. Rowling, elle a toujours su, intuitivement, que Fred serait celui des deux jumeaux qui mourrait, mais elle ne connaît pas exactement la raison.

### Après la saga
Bien que cela ne soit pas mentionné dans le roman, J.K. Rowling a déclaré dans une discussion en ligne que George ne se remettra jamais complètement de la mort de Fred. Cependant, il continue sa vie, faisant de Weasley & Weasley une véritable mine d'or avec l'aide de son frère Ron.
George se mariera par la suite avec Angélina Johnson. De leur union, naquit un fils qui sera prénommé Fred en hommage à Fred Weasley. Puis naîtra une fille nommée Roxanne,.

## Perception des jumeaux par le public
Fred et George sont souvent considérés comme le côté comique de la série Harry Potter. En tant que tels, ils sont souvent considérés comme étant parmi les personnages préférés des plus grands fans. IGN a classé les jumeaux parmi les 11e meilleurs personnages de la franchise, déclarant ceci : « Plus ils harcelaient et poussaient Ron, plus nous nous rendions compte qu'ils étaient le genre de frères aînés avec lesquels nous aurions tous voulu grandir ». La mort de Fred dans Harry Potter et les reliques de la mort a été la première mort pour laquelle J.K. Rowling s'est excusée, déclarant que la mort de Fred était la pire pour elle personnellement. Depuis qu'elle s'est excusée pour la mort du personnage, J.K. Rowling a fait une tradition annuelle de s'excuser auprès des fans de la série pour la mort de leurs personnages préférés à l'occasion de l'anniversaire fictif de la bataille de Poudlard. À ce jour, J.K. Rowling s'est excusé pour les morts de Remus Lupin, Severus Rogue, Dobby l'elfe de maison, Sirius Black, et celle de Fred,,.

## Anecdotes de tournage
Pendant le tournage de Harry Potter et les reliques de la mort, partie 2, la scène où George pleure la mort de Fred n'a pu être filmée que deux fois, car le tournage était difficile pour l'acteur de George, Oliver Phelps, d'imaginer que son frère était décédé. Cependant, l'acteur de Fred, James, a trouvé que la scène était « la journée de travail la plus facile » et s'est endormi pendant le tournage de la scène, manquant sa pause déjeuner,,.